# Isoperla eximia
Isoperla eximia is een steenvlieg uit de familie Perlodidae. De wetenschappelijke naam van de soort is voor het eerst geldig gepubliceerd in 1975 door Zapekina-Dulkeit.